# Armutveren, Demirköy
Armutveren là một xã thuộc huyện Demirköy, tỉnh Kırklareli, Thổ Nhĩ Kỳ. Dân số thời điểm năm 2011 là 111 người.